# Anton Dolin
Sir Anton Dolin (de son vrai nom Sydney Francis Patrick Chippendall Healey-Kay) est un danseur et chorégraphe britannique né à Slinfold (West Sussex) le 27 juillet 1904 et mort à Paris le 25 novembre 1983.
Après des études à Brighton et avec Bronislava Nijinska, il intègre les Ballets russes de Serge de Diaghilev en 1923.
Il est le premier Britannique à recevoir le titre de « premier danseur ».